# Montes Agricola
Die Montes Agricola sind ein rund 160 Kilometer langer Gebirgszug östlich des Oceanus Procellarum auf dem Erdmond. Sie sind nach dem deutschen Wissenschaftler Georgius Agricola (1494–1555) benannt. Ein Fluss aus basaltischer Lava floss in Richtung Norden.